# Альбах (приток Майна)
Альбах (нем. Aalbach) — река в Германии, протекает по земле Бавария и Баден-Вюртемберг. Речной индекс 2458. Общая длина реки 19,5 км. Высота истока 246 м, высота устья 139 м.
Река Альбах берёт начало в районе баварской коммуны Вальдбюттельбрунн. Течёт на запад, пересекает границу земли Баден-Вюртемберг. Впадает в Майн в районе Беттингена.